# Grand Prix automobile du Luxembourg 1998
GP précédent GP suivant
Le Grand Prix automobile du Luxembourg 1998 (Grosser Warsteiner Preis von Luxemburg 1998), disputé sur le Nürburgring en Allemagne le 27 septembre 1998, est la 629e épreuve de l'histoire du championnat du monde de Formule 1 courue depuis 1950 et la quinzième manche du championnat 1998.

## Enjeux du Grand Prix
Avant-dernier Grand Prix de la saison 1998, deux pilotes sont encore en lice pour le titre de champion du monde des pilotes : Mika Häkkinen (80 points) et Michael Schumacher (80 points). 
Mika Häkkinen peut être sacré champion dès cette course s'il l'a gagne et que Michaël Schumacher ne marque pas de point. 

## Résultats des qualifications
| Pos.                           | No | Pilote                | Écurie              | Temps    | Écart  |
| ------------------------------ | -- | --------------------- | ------------------- | -------- | ------ |
| 1                              | 3  | Michael Schumacher    | Ferrari             | 1:18.561 | —      |
| 2                              | 4  | Eddie Irvine          | Ferrari             | 1:18.907 | +0.346 |
| 3                              | 8  | Mika Häkkinen         | McLaren-Mercedes    | 1:18.940 | +0.379 |
| 4                              | 5  | Giancarlo Fisichella  | Benetton-Playlife   | 1:19.048 | +0.487 |
| 5                              | 7  | David Coulthard       | McLaren-Mercedes    | 1:19.169 | +0.608 |
| 6                              | 10 | Ralf Schumacher       | Jordan-Mugen-Honda  | 1:19.455 | +0.894 |
| 7                              | 2  | Heinz-Harald Frentzen | Williams-Mecachrome | 1:19.522 | +0.961 |
| 8                              | 6  | Alexander Wurz        | Benetton-Playlife   | 1:19.569 | +1.008 |
| 9                              | 1  | Jacques Villeneuve    | Williams-Mecachrome | 1:19.631 | +1.070 |
| 10                             | 9  | Damon Hill            | Jordan-Mugen-Honda  | 1:19.807 | +1.246 |
| 11                             | 14 | Jean Alesi            | Sauber-Petronas     | 1:20.493 | +1.932 |
| 12                             | 18 | Rubens Barrichello    | Stewart-Ford        | 1:20.530 | +1.969 |
| 13                             | 15 | Johnny Herbert        | Sauber-Petronas     | 1:20.650 | +2.089 |
| 14                             | 12 | Jarno Trulli          | Prost-Peugeot       | 1:20.709 | +2.148 |
| 15                             | 11 | Olivier Panis         | Prost-Peugeot       | 1:21.048 | +2.487 |
| 16                             | 17 | Mika Salo             | Arrows              | 1:21.120 | +2.559 |
| 17                             | 16 | Pedro Diniz           | Arrows              | 1:21.258 | +2.697 |
| 18                             | 19 | Jos Verstappen        | Stewart-Ford        | 1:21.501 | +2.940 |
| 19                             | 21 | Toranosuke Takagi     | Tyrrell-Ford        | 1:21.525 | +2.964 |
| 20                             | 22 | Shinji Nakano         | Minardi-Ford        | 1:22.078 | +3.517 |
| 21                             | 23 | Esteban Tuero         | Minardi-Ford        | 1:22.146 | +3.585 |
| 22                             | 20 | Ricardo Rosset        | Tyrrell-Ford        | 1:22.822 | +4.261 |
| Règle des 107% (en) : 1:24.060 |    |                       |                     |          |        |

## Classement
| Pos. | No | Pilote                | Écurie              | Tours | Temps/Abandon                      | Grille | Points |
| ---- | -- | --------------------- | ------------------- | ----- | ---------------------------------- | ------ | ------ |
| 1    | 8  | Mika Häkkinen         | McLaren-Mercedes    | 67    | 1 h 32 min 14 s 789 (198,545 km/h) | 3      | 10     |
| 2    | 3  | Michael Schumacher    | Ferrari             | 67    | + 2 s 211                          | 1      | 6      |
| 3    | 7  | David Coulthard       | McLaren-Mercedes    | 67    | + 34 s 163                         | 5      | 4      |
| 4    | 4  | Eddie Irvine          | Ferrari             | 67    | + 58 s 182                         | 2      | 3      |
| 5    | 2  | Heinz-Harald Frentzen | Williams-Mecachrome | 67    | + 1 min 00 s 247                   | 7      | 2      |
| 6    | 5  | Giancarlo Fisichella  | Benetton-Playlife   | 67    | + 1 min 01 s 359                   | 4      | 1      |
| 7    | 6  | Alexander Wurz        | Benetton-Playlife   | 67    | + 1 min 04 s 789                   | 8      |        |
| 8    | 1  | Jacques Villeneuve    | Williams-Mecachrome | 66    | + 1 tour                           | 9      |        |
| 9    | 9  | Damon Hill            | Jordan-Mugen-Honda  | 66    | + 1 tour                           | 10     |        |
| 10   | 14 | Jean Alesi            | Sauber-Petronas     | 66    | + 1 tour                           | 11     |        |
| 11   | 18 | Rubens Barrichello    | Stewart-Ford        | 65    | + 2 tours                          | 12     |        |
| 12   | 11 | Olivier Panis         | Prost-Peugeot       | 65    | + 2 tours                          | 15     |        |
| 13   | 19 | Jos Verstappen        | Stewart-Ford        | 65    | + 2 tours                          | 18     |        |
| 14   | 17 | Mika Salo             | Arrows              | 65    | + 2 tours                          | 16     |        |
| 15   | 22 | Shinji Nakano         | Minardi-Ford        | 65    | + 2 tours                          | 20     |        |
| 16   | 21 | Toranosuke Takagi     | Tyrrell-Ford        | 65    | + 2 tours                          | 19     |        |
| Nc.  | 23 | Esteban Tuero         | Minardi-Ford        | 56    | Non classé                         | 21     |        |
| Abd. | 10 | Ralf Schumacher       | Jordan-Mugen-Honda  | 53    | Freins                             | 6      |        |
| Abd. | 15 | Johnny Herbert        | Sauber-Petronas     | 37    | Moteur                             | 13     |        |
| Abd. | 20 | Ricardo Rosset        | Tyrrell-Ford        | 36    | Moteur                             | 22     |        |
| Abd. | 12 | Jarno Trulli          | Prost-Peugeot       | 6     | Transmission                       | 14     |        |
| Abd. | 16 | Pedro Diniz           | Arrows              | 6     | Panne hydraulique                  | 17     |        |

## Pole position et record du tour
- Pole position : Michael Schumacher en 1 min 18 s 561 (vitesse moyenne : 208,775 km/h).
- Meilleur tour en course : Mika Häkkinen en 1 min 20 s 450 au 25e tour (vitesse moyenne : 203,873 km/h).

## Tours en tête
- Michael Schumacher : 24 (1-24)
- Mika Häkkinen : 43 (25-67)

## Statistiques
- 8e victoire pour Mika Häkkinen.
- 115e victoire pour McLaren en tant que constructeur.
- 20e victoire pour Mercedes en tant que motoriste.

## Classements généraux à l'issue de la course
| Pos. | Pilote                | Écurie              | Points |
| ---- | --------------------- | ------------------- | ------ |
| 1    | Mika Häkkinen         | McLaren-Mercedes    | 90     |
| 2    | Michael Schumacher    | Ferrari             | 86     |
| 3    | David Coulthard       | McLaren-Mercedes    | 52     |
| 4    | Eddie Irvine          | Ferrari             | 41     |
| 5    | Jacques Villeneuve    | Williams-Mecachrome | 20     |
| 6    | Damon Hill            | Jordan-Mugen-Honda  | 17     |
| 7    | Alexander Wurz        | Benetton-Playlife   | 17     |
| 8    | Giancarlo Fisichella  | Benetton-Playlife   | 16     |
| 9    | Heinz-Harald Frentzen | Williams-Mecachrome | 15     |
| 10   | Ralf Schumacher       | Jordan-Mugen-Honda  | 14     |
| 11   | Jean Alesi            | Sauber-Petronas     | 9      |
| 12   | Rubens Barrichello    | Stewart-Ford        | 4      |
| 13   | Mika Salo             | Arrows              | 3      |
| 14   | Pedro Diniz           | Arrows              | 3      |
| 15   | Johnny Herbert        | Sauber-Petronas     | 1      |
| 16   | Jan Magnussen         | Stewart-Ford        | 1      |
| 17   | Jarno Trulli          | Prost-Peugeot       | 1      |

| Pos. | Écurie              | Points |
| ---- | ------------------- | ------ |
| 1    | McLaren-Mercedes    | 142    |
| 2    | Ferrari             | 127    |
| 3    | Williams-Mecachrome | 35     |
| 4    | Benetton-Playlife   | 33     |
| 5    | Jordan-Mugen-Honda  | 31     |
| 6    | Sauber-Petronas     | 10     |
| 7    | Arrows              | 6      |
| 8    | Stewart-Ford        | 5      |
| 9    | Prost-Peugeot       | 1      |